# SpVgg Masovia Lyck
Maillots
Le SpVgg Masovia Lyck fut un club sportif allemand localisé à Lyck, en province de Prusse-Orientale.
Masovia est la forme latine de la région de Mazurie au Nord-Est de la Pologne actuielle.
Ce club comporta aussi une solide section d’Athlétisme

## Histoire (football)
Ce club omnisports fut fondé à l’automne 1917 par des jeunes gens de la localité qui optèrent pour l’appellation "Masovia" qui est la forme latine du nom de leur région, la Mazurie.
Une équipe de football, qui jouait en maillot blanc et shorts bleus, fut rapidement mise sur pied et disputa un premier match contre le SV 1915 Treuburg (défaite 5-0).
Le SpVgg Masovia Lyck se montra compétitif et remporta le championnat de sa région. Par contre, lors du tour final de Ostpreussen (Prusse orientale) , il ne fut pas de taille contre les équipes de Königsberg.
Le club connut sa meilleure période entre 1933 et 1939 en évoluant en Gauliga Ostpreussen, une des seize ligues créées sur ordre des Nazis dès leur arrivée au pouvoir.
En 1935, le Masovia Lyck participa à la première édition de la Tschammer Pokal, l’ancêtre de l’actuelle DFB-Pokal. Le club élimina Tilsiter SC (7-3) puis le VfB Königsberg (1-0). Au troisième tour, il dut baisser pavillon contre le Dresdner Sportfreunden (2-1).
Au début de la saison 1939-1940, le club en difficultés financières se retira de la Gauliga.
Après la Seconde Guerre mondiale, la région de Mazurie devint une possession polonaise. La population allemande fut expulsée. Tous les clubs sportifs, dont le SpVgg Masovia Lyck, disparurent.